# 韋特蘭高地 (加利福尼亞州)
韋特蘭高地（英語：Veteran Heights）是位於美國加利福尼亞州納帕縣的一個非建制地區。該地的面積和人口皆未知。

## 地理
韋特蘭高地的座標為38°34′27″N 122°26′10″W / 38.57417°N 122.43611°W，而該地的平均海拔高度為551米（即1808英尺）。